# ブーブートレイン
ブーブートレインは、プライム所属のお笑いコンビ。2001年結成。2017年解散。

## メンバー
ドン・クサイ（本名：金子 宏貴（かねこ ひろたか）、1975年6月29日（49歳） - ）ボケ担当
身長182cm、体重128kg。
旧芸名は「金子ダ・ガマ」。
ブーブートレイン結成前にそれぞれ相方を変えて「ライオンパパ」「ライラック」「暴力大賞」「ダブキン」「デブキン」「仮名」というコンビを結成していた。
織田 浩義（おりた ひろよし、1976年3月12日（49歳） - ）ツッコミ担当
身長168cm、体重49kg。
モノマネ芸人「所々ジョージ」としても活動している。
以前はマイるどミルドのメンバーとしても活動していた。

## 概要
- 体重125kgのドンと、小柄で痩せている織田とで、お互いかなり体格が違うコンビである。
- 共に静岡県出身で、西口プロレスに参加している。ドンがアブドーラ・ザ・ブッチャーに扮した漫才などのネタがある。
- 同事務所のマイるどミルドとのユニット「助走」としても活動。
- 2011年5月21日収録のオンバト+（同年6月18日放送）では前説としての予定だったが、この収録に出場予定だったワンツーギャンゴが今井辰紀の急逝で出場できなくなってしまい、突如として本戦に出場することになる。相当に不利な条件での戦いを強いられてしまい、その結果番組最低キロバトル（105KB）が出てしまった。しかし、視聴者投票では1位を獲得したため、「+1」として7月9日放送のオンバト+でネタがオンエアされた。因みに「+1」のコーナーの最後のオンエア芸人である。

## 出演

### テレビ番組
- フジリコ（読売テレビ）
- シブスタ（テレビ東京）
- 天才てれびくんMAX ビットワールド（NHK教育） - 織田のみ、「新人ビッド芸人」の声を担当
- イツザイ（テレビ東京）
- エンタの天使（日本テレビ） - キャッチコピーは「怒涛の各駅停車」
- お笑いメリーゴーランド（TBS） - 1ネタ1組チームで出演
- お笑い図鑑 ハマヌキ（tvk）
- 爆笑レッドシアター（フジテレビ） - 「ホワイトシアター」に出演
- オンバト+（NHK総合）戦績0勝1敗 最高105KB
  - ユニット「助走」としても出演している(2013年1月5日放送回に出場し、501KBでオンエア)。

### OVA
- 地獄甲子園 - ドンのみ

### 吹き替え
- 風の国（BSフジ） - ドンのみ

### 映画
- 野生のなまはげ（2016年7月16日-、新井健市監督） - ドンのみ